# Cámara de Representantes (Indonesia)
La Cámara de Representantes de la República de Indonesia (en indonesio: Dewan Perwakilan Rakyat Republik Indonesia, lit. 'Consejo de Representantes del Pueblo de la República de Indonesia', abreviado como DPR-RI o simplemente DPR) es una de las dos cámaras elegidas de la Asamblea Consultiva Popular (MPR), la legislatura nacional de Indonesia. Se considera la cámara baja, mientras que el Consejo de Representantes Regionales (DPD) actúa como cámara alta; si bien la constitución de Indonesia no menciona explícitamente la división, la DPR disfruta de más poder, privilegios y prestigio en comparación con el DPD.

## Poderes
Como es común en países con sistema presidencial, el presidente no tiene el poder de suspender o disolver la Cámara. Por otra parte, el poder legislativo no tiene control total sobre el presidente ni sobre el gobierno en su totalidad.

### Las tres funciones
Según el artículo 20A de la Constitución de 1945 enmendada, la DPR tiene tres funciones principales: legislativa, presupuestaria y supervisión.  La función legislativa de la DPR consiste en:
- Redacción del Program Legislasi Nasional o Prolegnas (listas de proyectos y proyectos de ley priorizados);
- Redactar y celebrar deliberaciones sobre el Rancangan Undang-Undang o los proyectos de ley;
- Recibir los proyectos de ley propuestos por el DPD, especialmente sobre los temas de autonomía regional; relaciones de gobernanza centro-regional; creación, proliferación y fusión de territorios regionales; gestión de los recursos regionales; y equilibrio fiscal centro-regional;
- Celebrar deliberaciones sobre los proyectos de ley propuestos ya sea por el presidente o por el DPD;
- Aprobar conjuntamente con el presidente los proyectos de ley para convertirlos en Ley;
- Aprobar o rechazar el Peraturan Pemerintah Pengganti Undang-Undang (Perppu) o Reglamento gubernamental en lugar de ley promulgado por el presidente. Si se aprueba, el Perppu se consagra como Ley.

La función de presupuestación del DPR consiste en:
- Aprobar y convertir en ley el Anggaran Pendapatan dan Belanja Negara (APBN) o Presupuesto Nacional propuesto por el presidente;
- Tomar en consideración las opiniones del DPD, especialmente en materia de impuestos, educación y asuntos religiosos;
- Realizar el seguimiento de los informes de rendición de cuentas financieras estatales elaborados por el Badan Pemeriksa Keuangan (BPK) o Junta de Auditoría de Indonesia;
- Aprobar las transferencias de cualquier activo y propiedad estatal que se considere que afecte al pueblo y a las finanzas nacionales.

La función de supervisión del DPR consiste en:
- Supervisar la ejecución de las leyes, el Presupuesto Nacional y las políticas gubernamentales;
- Celebrar deliberaciones y hacer el seguimiento de las supervisiones ejercidas por el DPD, especialmente en materia de autonomía regional; relaciones de gobernanza entre el centro y la región;  creaciones, proliferaciones y fusiones de territorios regionales; gestión de los recursos regionales; equilibrio fiscal Centro-Regional; ejecución del Presupuesto Nacional; y en materia de impuestos, educación y asuntos religiosos.

### Los derechos
La Constitución de 1945 garantiza varios derechos de la RPD. Especialmente en lo que respecta a la función de supervisión, incluyen el derecho a cuestionar al gobierno sobre cualquier política gubernamental considerada importante, estratégica e impactante (Hak Interpelasi); el derecho a investigar las denuncias de incumplimiento de las leyes por parte de la política gubernamental (Hak Angket);  y el derecho a expresar opiniones (Hak Menyatakan Pendapat) sobre cualquier política gubernamental, sobre eventos extraordinarios nacionales o extranjeros, sobre el seguimiento del ejercicio de los derechos a cuestionar e investigar la política gubernamental, así como sobre el proceso inicial de destitución del Presidente y/o el Vicepresidente.
Los propios diputados están investidos de derechos para ejercer sus funciones. Entre ellos se incluyen:
- Derecho a proponer proyectos y proyectos de ley;
- Derecho a cuestionar al gobierno y sus funcionarios;
- Derecho a expresar opiniones y ofrecer sugerencias;
- Derecho a elegir y ser elegido para funciones parlamentarias;
- Derecho a defenderse de supuestas violaciones del código de ética parlamentaria;
- Derecho a la inmunidad judicial por declaraciones, preguntas y opiniones realizadas en el ejercicio de sus funciones parlamentarias, salvo que violen el código de ética y el código de conducta parlamentarios;
- Derecho a que se le asignen determinados protocolos estatales;
- Derecho a beneficios financieros y administrativos;
- Derecho a supervisar la ejecución del Presupuesto Nacional, así como los intereses del pueblo y de su circunscripción;
- Derecho a proponer y promover programas en beneficio de su circunscripción;
- Derecho a promover e informar sobre la creación de una nueva Ley.